# Paysage avec Apollon et Marsyas
Paysage avec Apollon et Marsyas est un tableau réalisé vers 1639 par le peintre lorrain Claude Gellée. De format horizontal, cette huile sur toile est un paysage se doublant d'une peinture mythologique. Elle représente un vallon aux rives boisées dans lequel Marsyas est attaché à un arbre avant son écorchement par Apollon. L'œuvre est conservée au musée des Beaux-Arts Pouchkine, à Moscou, en Russie.